# رمسنبرگ- اسپیانک (نیویورک)
رمسنبرگ- اسپیانک (به انگلیسی: Remsenburg-Speonk) یک منطقهٔ مسکونی در ایالات متحده آمریکا است که در شهرستان سافک، نیویورک واقع شده‌است. رمسنبرگ- اسپیانک ۹٫۵ کیلومتر مربع مساحت و ۲٬۶۴۲ نفر جمعیت دارد.